# ジュリアーノ・カルミニョーラ
ジュリアーノ・カルミニョーラ（イタリア語: Giuliano Carmignola、1951年 - ）はイタリアのヴァイオリニストである。モダンとバロック双方のヴァイオリンの演奏により知られる。

## 概説
ヴァイオリニストの父のもとトレヴィーゾに生まれた。ヴェネツィア音楽院でルイジ・フェロ、のちフランコ・グッリに学び、ナタン・ミルシテインとヘンリク・シェリングのマスタークラスも受講した。1973年のパガニーニ国際コンクールで第5位に入賞するなど、多くの国際コンクールでの入賞歴がある。ソリストとしてクラウディオ・アバド、エリアフ・インバル、ジュゼッペ・シノーポリなどの指揮者と共演した。
1983年にアンドレア・マルコンの主宰する古楽器グループ、ソナトーリ・デ・ラ・ジョイオーサ・マルカに参加し、バロック・ヴァイオリンの演奏や解釈の研究に取り組んだ。1997年にはマルコンとともにヴェニス・バロック・オーケストラを結成し、ヴェネツィア・バロックの復興に尽力している。
ソニー・クラシカルとドイツ・グラモフォンに録音を行い、これまでにドイツのエコー賞とフランスのディアパソン・ドールを受賞している。